# Hodoedocus mindanaoensis
Hodoedocus mindanaoensis är en insektsart som beskrevs av Baker 1923. Hodoedocus mindanaoensis ingår i släktet Hodoedocus och familjen dvärgstritar. Inga underarter finns listade i Catalogue of Life.